# Ситняг
Ситня́г (Eleocharis) — рід кореневищних трав'янистих рослин родини осокові (Cyperaceae). Етимологія: грец. ἕλειος (heleos) — «болото» і грец. χάρις (charis) — «благодать, краса». Українська назва походить від прасловянського сеть — сітка; назва мотивується використанням рослин для зв'язування і плетіння.

## Опис
Багаторічні або, рідко, однорічні рослини з довгими або короткими, дужими і / або тонкими кореневищами. Стебла фотосинтетичні, круглі в перетині. Стовбурові листки лише у вигляді піхов. Суцвіття — один кінцевий колос без приквітків; оцвітина зводиться до щетинок або іноді відсутня. Квіти двостатеві. Тичинок 3. Приймочок 2 або 3.

## Поширення

### Загальне
Близько 300 видів розподілені практично по всьому світу (див. Список видів роду ситняг). Центрами різноманітності є тропічні ліси Амазонки і прилеглі східні схили Анд Південної Америки, Північна Австралія, схід Північної Америки, Каліфорнія, Південна Африка і субтропічна Азія. Eleocharis ростуть у водних і середньовологих середовищах від рівня моря до більш ніж 5000 метрів у висоту (в тропічних Андах).

### В Україні
На території України зростає 11 видів: Eleocharis acicularis (L.) Roem. et Schult., Eleocharis carniolica Koch, Eleocharis mamillata Lindb. fil., Eleocharis mitracarpa Steud., Eleocharis multicaulis (Smith) Desv., Eleocharis ovata (Roth) Roem. et Schult., Eleocharis oxylepis (Meinsh.) B.Fedtsch., Eleocharis palustris (L.) Roem. et Schult., Eleocharis parvula (Roem. & Schult.) Link ex Bluff, Nees & Schauer, Eleocharis quinqueflora (F.X.Hartm.) O.Schwartz, Eleocharis uniglumis (Link) Schult..